# Horní Třešňovec
Horní Třešňovec (německy Ober Johnsdorf) je obec v okrese Ústí nad Orlicí. Je dlouhá přibližně 3 km a nachází se 4 km na sever od Lanškrouna. Žije zde 628 obyvatel. Pramení zde Třešňovecký potok, který v Lanškrouně vtéká do Ostrovského potoka a dále Moravské Sázavy. V zimě je okolí navštěvováno běžkaři.

## Historie
První písemná zmínka o Třešňovci (Jansdorf) pochází z roku 1304 z donační listiny krále Václava II., kterou daroval Lanškrounsko Zbraslavskému klášteru. Tehdejší podoba jména vesnice je typicky kolonizační a vychází z osobního jména lokátora obce. Třešňovec byl tehdy jedinou vsí, která se až začátkem 16. století začala rozlišovat na horní a dolní část, přičemž Dolní Třešňovec byl řazen spíše k předměstí lanškrounskému.
Jednou z prvních zmínek, která rozlišuje Horní a Dolní Třešňovec je listina z roku 1509, která dokazuje že Horní Třešňovec měl již svou vlastní rychtu a omezenou obecní samosprávu. 29. srpna toho roku vydal tehdejší držitel lanškrounského panství Vojtěch z Pernštejna takzvaný hamfešt rychtáři hornotřešňovskému Petrovi Istrycharovi, kterou upravil některé jeho povinnosti k vrchnosti. V této době mu totiž rychtář přenechal své lidi, které držel k rychtě i se všemi jejich platy a robotami. Na oplátku ho proto Pernštejn zbavil ročního platu čtrnácti grošů, naturální dávky v podobě plece masa a povinnosti chovat vrchnosti vola a loveckého chrta. Mezi příslušenstvím rychty jsou dále zmíněny čtyři svobodné pruty rolí a svobodný šenk. Z něho však rychtář mohl šenkovat pivo v Dolním Třešňovci pouze s povolením pánovým – s výjimkou jednoho sudu o masopustu a svatbě. Povinností rychtáře dále zůstávalo opatrovat na rychtě zbroj v podobě pancíře, meče a kuše. V případě nějaké války měl pak rychtář platit ze svých čtyř prutů rolí plat ve stejné výši jako ostatní hospodáři.
V minulosti převládal v Horním Třešňovci smíšený národnostní charakter. Dalo by se říci, že ležel na jazykovém rozhraní – horní část obce s osadami Sebranice a Matějkov byla spíše česká, dolní část německá. Ve třicátých letech byl podíl českého obyvatelstva v tehdy téměř devítisethlavém Třešňovci více než třetinový. Podobný poměr dvou ku jedné představoval i počet katolického a evangelického obyvatelstva obce.
Součástí lanškrounského panství byl Horní Třešňovec až do konce feudalismu. V roce 1853 proběhla v Třešňovci první vlna vystěhovalectví do Ameriky, podobně jako v nedalekých Nepomukách nebo Ostrově.
Škola byla v Horním Třešňovci zřízena roku 1783, vlastní budovu měla tehdejší trojtřídka od roku 1877. Od roku 1919 v obci působila také česká menšinová škola. V současnosti je zde mateřská škola a dvoutřídní základní škola.
Spolkový život v Horním Třešňovci reprezentoval sbor dobrovolných hasičů založený roku 1886, v němž se sdružovali především německy mluvící obyvatelé obce. Spolek „Národní dům“, založený roku 1934, se pak skládal z českých obyvatel, kteří získali na stavbu spolkového domu příspěvek menšinových organizací (Národní dům, Česká menšina a Národní jednota severočeská). V tomto domě pak svou činnost zahájil hostinec, kampelička a pořádaly se zde nejrůznější společenské akce jako byly zábavy, divadelní představení atp. Rokem 1938, kdy obec připadla do německého záboru, činnost spolku pochopitelně skončila. Nedobrovolně ukončil obnovený spolek činnost i v době poválečné roku 1951. Současné hornotřešňovské myslivecké sdružení má tradici již od padesátých let. Roku 1992 byla v obci založena myslivecká společnost Třešňovské háje. Rovněž od padesátých let 20. století se traduje i činnost tělovýchovné jednoty Sokol a organizace červeného kříže, založené roku 1954.
Kromě obnoveného sboru dobrovolných hasičů jsou zdejší občané organizováni i v zájmových organizacích českého svazu chovatelů, zahrádkářů a včelařů. Aktivní je od roku 2000 i klub důchodců a klub žen, transformovaný z někdejšího svazu žen, činného v letech 1954–1994.

## Pamětihodnosti

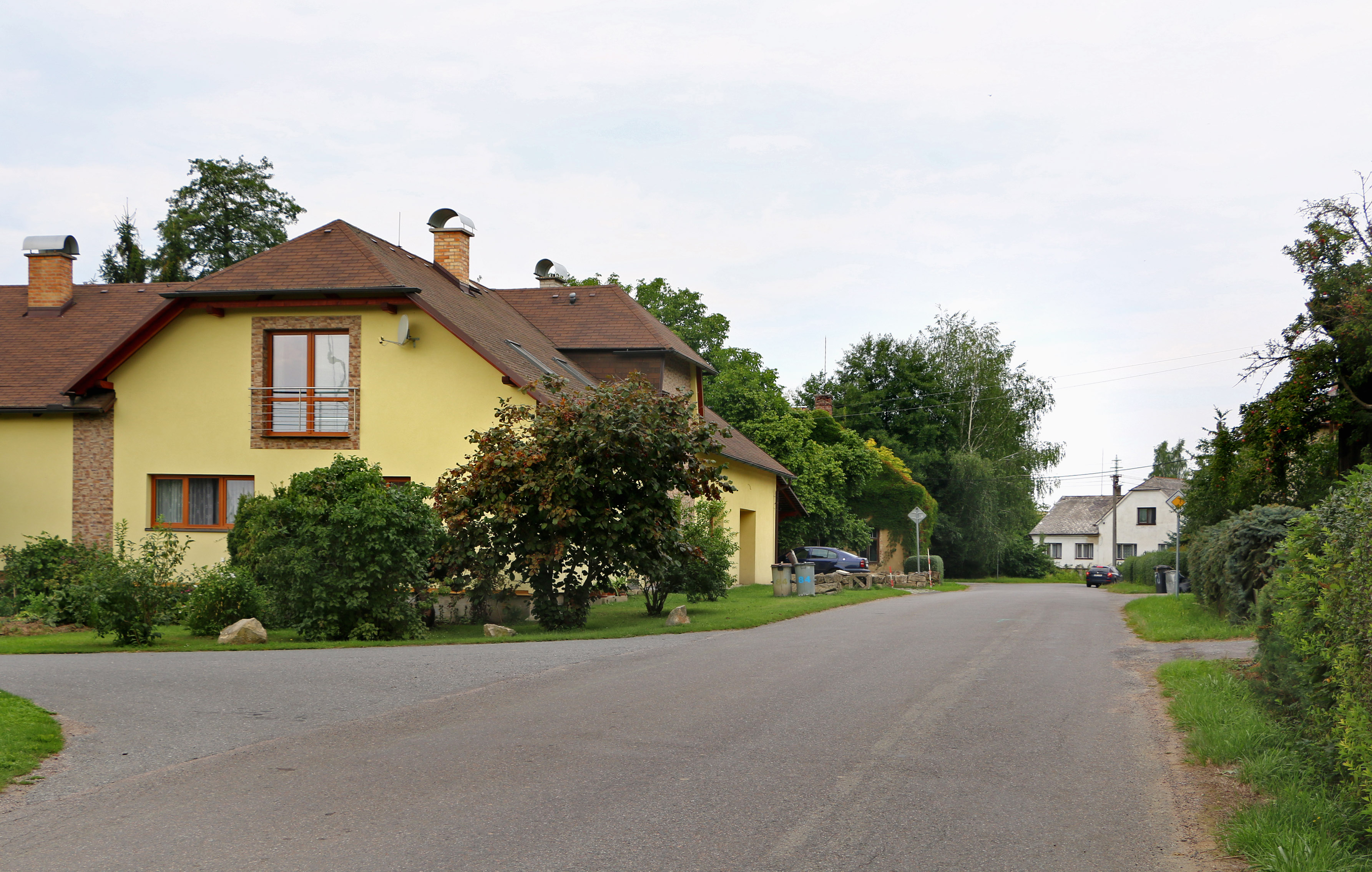
Hlavní silnice

- Poutní místo Mariánská hora, kdysi zvané Malá Maria Zell. Scházeli se zde poutníci ze širokého okolí, aby se odsud vydali na cestu do Mariazell v rakouském Štýrsku. Zdejší kostelík postaven z milodarů r. 1875 na místě kapličky s obrazem Panny Marie Mariazellské. Umístil jej sem vděčný rolník Krpata, na kterého se převrhl povoz s mlýnskými kameny a on "zázračně" přežil.
- Hospoda u silnice do Lanškrouna
- Hasičská zbrojnice
- Kaple P. Marie.
- Krucifix zdobený reliéfy z r. 1812.

V obci je také kostel Nanebevzetí Panny Marie a evangelická modlitebna. Základní kámen nové kaple byl položen roku 1869. Již v následujícím roce, 1870, byla stavba dokončena a kaple slavnostně vysvěcena jako kaple Nanebevzetí Panny Marie. Kaple byla postavena z darů občanů Horního Třešňovce.